# Tridens eragrostoides
Tridens eragrostoides är en gräsart som först beskrevs av George Vasey och Frank Lamson Scribner, och fick sitt nu gällande namn av George Valentine Nash. Tridens eragrostoides ingår i släktet Tridens och familjen gräs. Inga underarter finns listade i Catalogue of Life.